# Pristomerus belorus
Pristomerus belorus är en stekelart som beskrevs av Ian D. Gauld 2000. Pristomerus belorus ingår i släktet Pristomerus och familjen brokparasitsteklar. Inga underarter finns listade i Catalogue of Life.